# Mas Bossom
Mas Bossom és un edifici aïllat situat als afores del municipi d'Hostalric (Selva). Es troba a la falda del turó del castell, pel costat que mira la Tordera. Forma part de l'Inventari del Patrimoni Arquitectònic de Catalunya.

## Descripció
L'edifici, de planta baixa i pis, està cobert per una teulada a doble vessant, desaiguada a les façanes laterals, que té el ràfec corregut (i a on hi ha una canal metàl·lica que recull l'aigua de la pluja). A la façana trobem, a la planta baixa, la porta d'accés a l'habitatge situada a l'eix central de l'edifici, amb llinda monolítica i brancals de falsos carreus de lloses de pedra. Flanquejant la porta d'entrada, un banc corregut a cada un dels costats, i una finestra a l'esquerra i una porta a la dreta. La finestra, té arc de llinda format per maons disposats en sardinell i brancals fets també de maons de diferents mides, disposats en sardinell. La porta del costat dret, té arc de mig punt format per lloses de pedra disposades a manera de dovelles. Al costat d'aquesta obertura, un contrafort que reforça el mur. Sobre la porta d'entrada i la porta del costat dret, un petit cobert. Al pis, tres finestres. La central està situada just sobre la porta d'entrada, seguint el mateix eix, i les laterals estan en el mateix eix que les obertures dreta i esquerra de la planta baixa. Totes les obertures són iguals: fals dintell (de maons disposats en sardinell) i brancals i ampit fets també de maons.

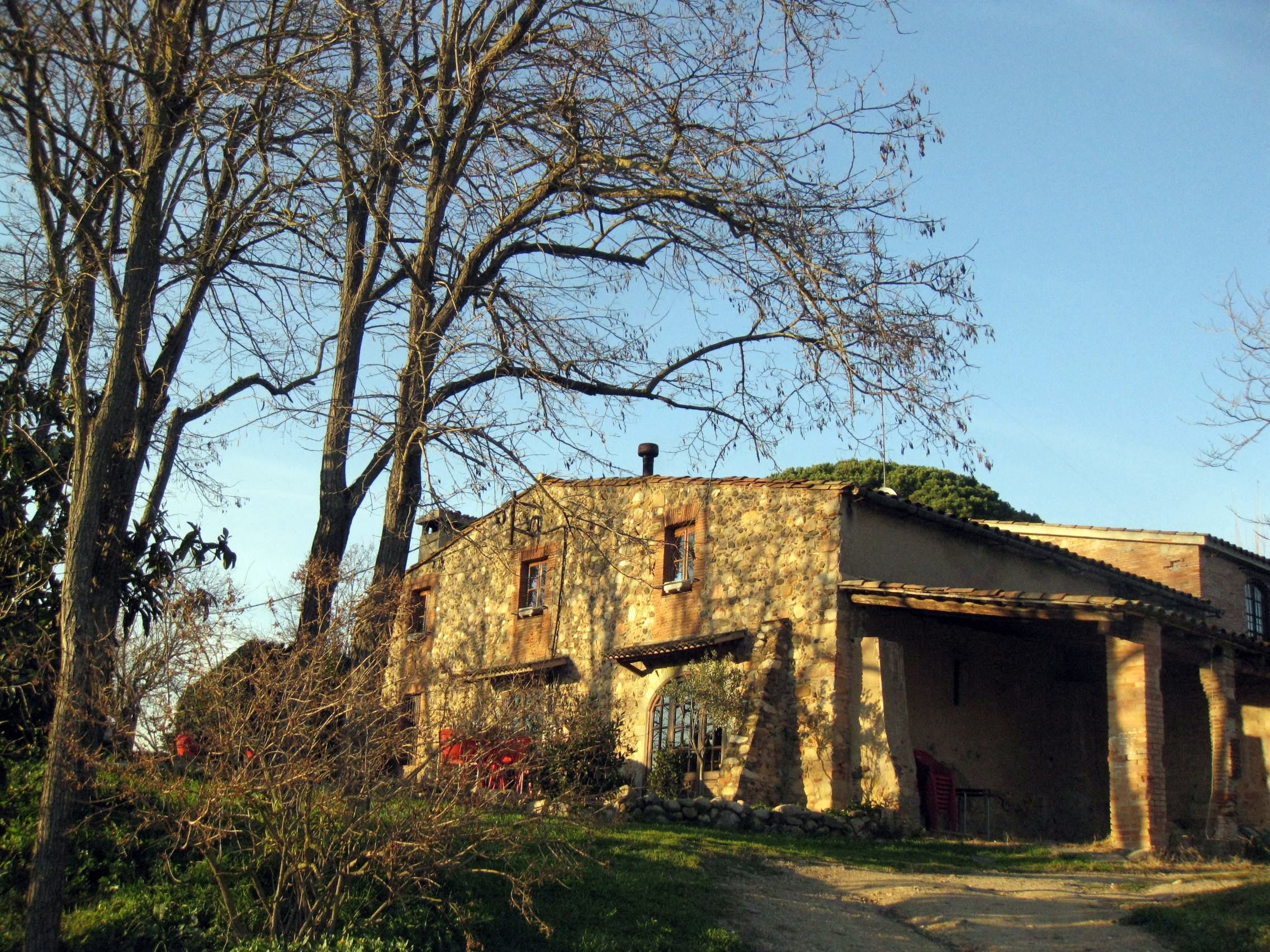
Angle sud-est, amb el cobert adossat

Adossat a l'edifici, a la part posterior, un cos construït posteriorment, lleugerament més alt que el mas, i amb el teulat també a dues vessants, que té un petit cobert adossat. Al costat dret, un petit cobert a una vessant. També hi ha una petita construcció adossada al costat esquerre, i una a la façana (al costat de la finestra esquerra). Pel que fa a construccions annexes, en trobem al costat esquerre de l'edifici i a la part posterior (en el seu moment hauria tingut un ús agrícola-ramader). Les parets del mas són de maçoneria. Les parets de les construccions annexes i adossades en general estan fetes de maons (cal dir que l'edifici adossat a la part posterior, té la façana de maçoneria semi-arrebossada, però que les parets laterals i posterior estan fetes amb maons).

## Història
L'antiga masia està documentada almenys des del segle xvi. Dins la finca hi ha la font que porta el mateix nom i que inspirà el dramaturg Frederic Soler i Hubert, conegut com a "Serafí Pitarra", per escriure el drama Les joies de la Roser.